# Intercalació
|  | Per a altres significats, vegeu «intercalació (en mesura del temps)». |

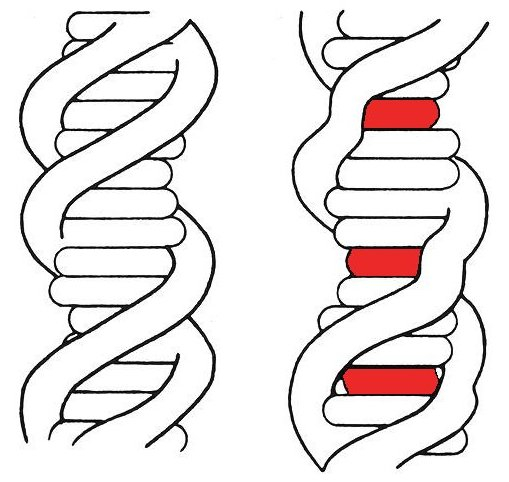
La intercalació causa distorsions estructurals. Esquerra: cadena d'ADN sense canvis. Dreta: cadena d'ADN amb tres intercalacions diferents (en vermell).

En química, la intercalació és la inclusió reversible d'una o més molècules entre dues molècules diferents (o grups de molècules). Alguns exemples d'aquest fenomen són la intercalació d'ADN i els compostos d'intercalació del grafit.

## Intercalació d'ADN

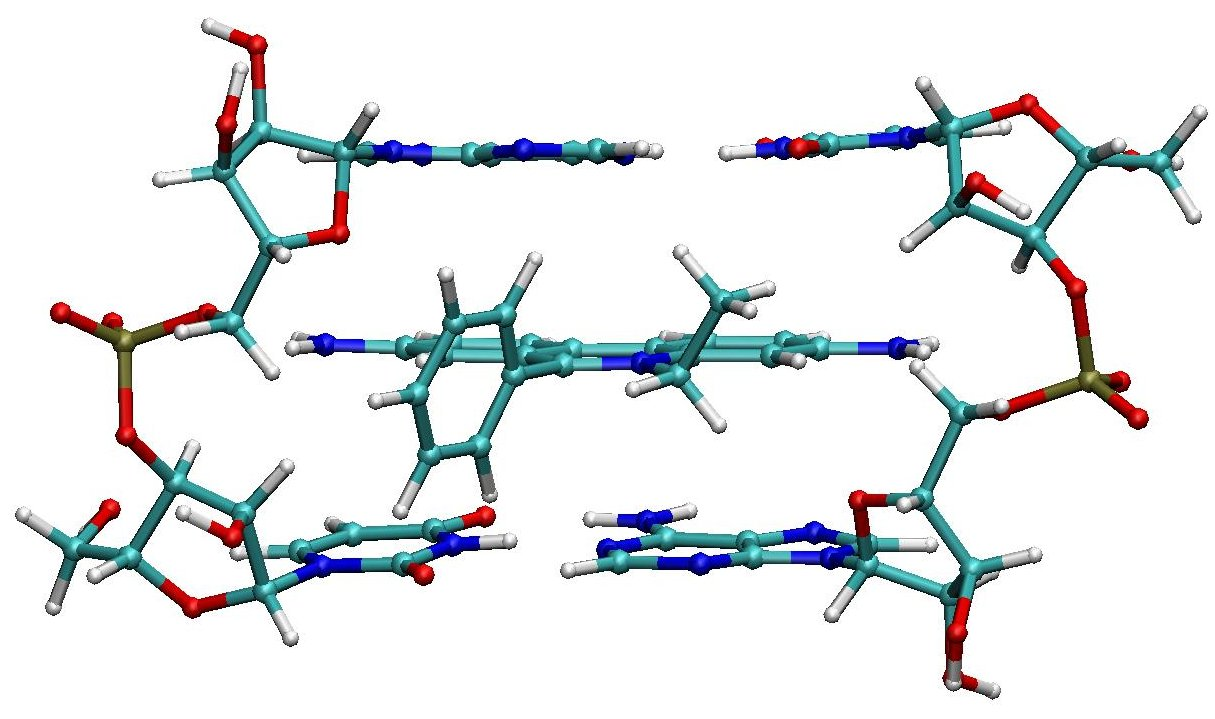
Esquema respresentant l'etidi intercalat entre dos parells de bases timina-adenina

Les molècules (en aquest cas conegudes com a lligands) tenen moltes maneres diferents d'interaccionar amb l'ADN. Ho poden fer mitjançant la formació d'enllaços covalents, mitjançant unions electroestàtiques o bé intercalant-se a l'ADN. La intercalació succeeix quan aquells lligands de mida i naturalesa química adequades s'introdueixen directament entre dues bases de l'ADN. Aquests lligands són majoritàriament policíclics, aromàtics i planars; i per tant, solen ser bons agents de tinció dels àcids nucleics. Alguns d'aquests agents intercalants de l'ADN que més s'han estudiat són la berberina, el bromur d'etidi, la proflavina, la daunomicina, la doxorubicina i la talidomida. Els agents intercalants d'ADN s'utilitzen en tractaments amb quimioteràpia per tal d'inhibir la replicació de l'ADN en les cèl·lules canceroses. Alguns exemples d'això són la doxorrubicina i la daunomicina, que s'utilitzen per tractar el Limfoma de Hodgkin; i la dactinomicina, que s'utilitza per tractar els tumors de Wilm, els sarcomes d'Ewing i els rabdomiosarcomes.
Per tal que un agent intercalant encaixi entre un parell de bases, l'ADN ha d'obrir dinàmicament un espai entre els seus parells de bases desenrotllant-se. El grau de desenrotllament varia depenent de l'intercalador, per exemple, els cations d'etidi (la forma iònica del bromur d'etidi observada en solució aquosa) desenrotllen l'ADN aproximadament uns 26º, mentre que la proflavina ho fa en 17º. Aquest desenrotllament provoca que els parells de bases se separin creant una obertura d'un 0,34 nm (3,4 Å). Aquest desenrotllament indueix canvis estructurals locals a la cadena d'ADN, com ara l'allargament de la cadena d'ADN o la torsió dels parells de bases. Aquestes modificacions estructurals poden conduir a canvis funcionals i sovint causen la inhibició de la transcripció i replicació de l'ADN, i això fa que els agents intercalants siguin mutàgens potents. Per aquest motiu, els intercalants d'ADN sovint són carcinogènics, com ara l'exo (però no l'endo) 8,9 epòxid de l'aflatoxina B1, les acridines com són la proflavina o la quinacrina; o el bromur d'etidi.
La intercalació com a mecanisme d'interacció entre sistemes aromàtics catiònics, planars i policíclics de la mida correcte (de l'ordre d'un parell de bases) va ser proposat per primera vegada per Leonard Lerman l'any 1961. Un mecanisme proposat d'intercalació és el següent: en una solució aquosa isotònica, l'intercalador catiònic és atret electroestàticament a la superfície de l'ADN polianiònic. El lligand desplaça un catió de sodi i/o magnesi present al "núvol de condensació" d'aquests cations que envolta l'ADN (per equilibrar parcialment la suma de les càrregues negatives realitzades per cada fosfat d'oxigen); formant així una feble associació electroestàtica amb la superfície exterior de l'ADN. Des d'aquesta posició, el lligand es difon al llarg de la superfície de l'ADN i pot lliscar en el medi hidròfob trobat entre dos parells de bases que poden "obrir-se" transitòriament, permetent que l'etidi s'allunyi del medi hidròfil (aquós) que envolta l'ADN i cap al lloc d'intercalació. Els parells de bases transitòriament formen aquestes obertures a causa de l'energia absorbida durant les col·lisions amb les molècules del dissolvent.

## Ciència de materials

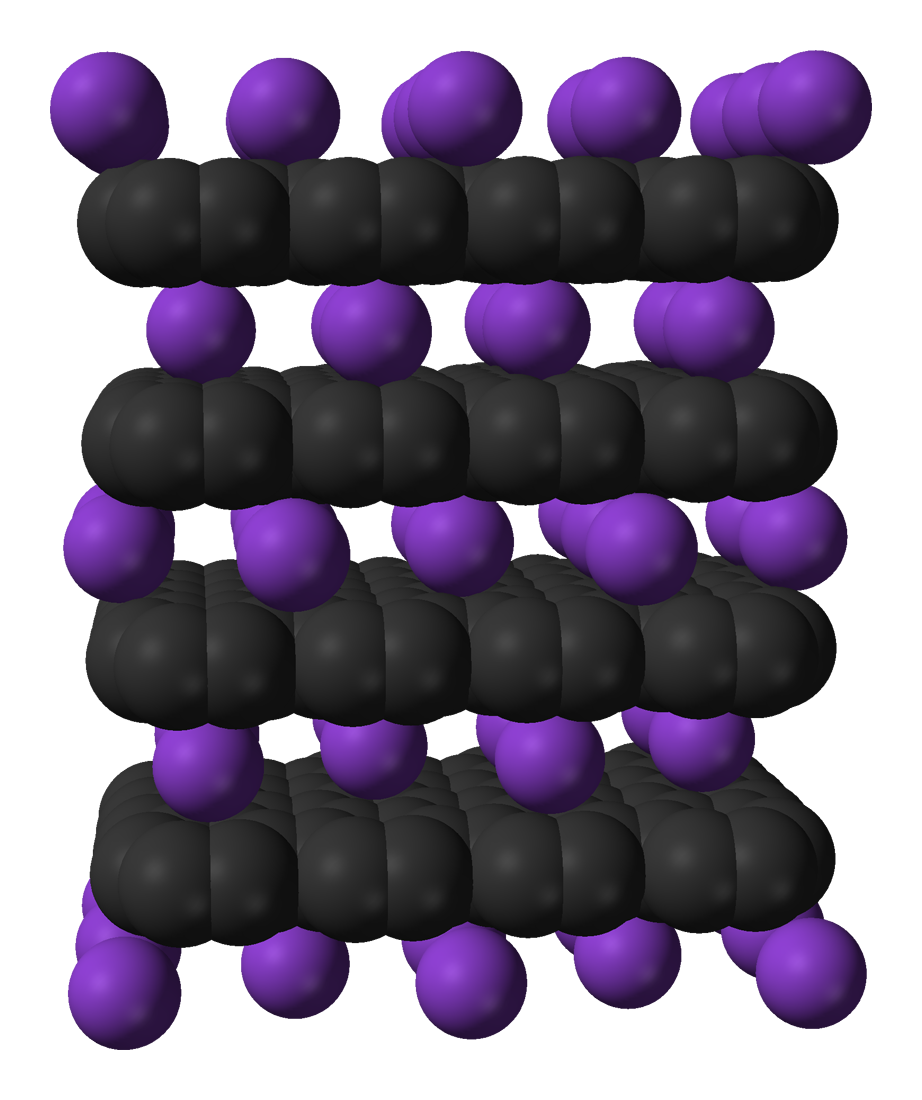
Model de la intercalació de potassi en grafit

Molts sòlids formats per capes permeten que s'hi intercalin molècules. Un exemple famós d'aquest fet és la intercalació de potassi en grafit. La intercalació amplia el "forat de van der Waals" entre les làmines, el que requereix energia. En general, aquesta energia és subministrada per la transferència de càrrega entre l'hoste i el sòlid amfitrió, és a dir, per un procés redox. A part del grafit, alguns altres sòlids que se sap que pateixen intercalacions són el disulfur de tàntal i l'oxiclorur de ferro. De manera característica, la intercalació s'analitza per difracció de raigs X, ja que l'espai entre les làmines augmenta, i per conductivitat elèctrica, perquè la transferència de càrrega altera el nombre de portadors de càrrega.